# Leptopelis parbocagii
Leptopelis parbocagii är en groddjursart som beskrevs av John C. Poynton och Donald G. Broadley 1987. Leptopelis parbocagii ingår i släktet Leptopelis och familjen Arthroleptidae. IUCN kategoriserar arten globalt som livskraftig. Inga underarter finns listade i Catalogue of Life.